# Varjão (District fédéral)
Pour les articles homonymes, voir Varjão.
Varjão est une région administrative du District fédéral au Brésil.